# Terron Ward
Terron Ward (San Francisco, 15 febbraio 1992) è un ex giocatore di football americano statunitense che ha militato nel ruolo di running back.

## Biografia

### Atlanta Falcons
Dopo avere giocato al college a football all'Università statale dell'Oregon, Ward non fu scelto nel Draft NFL 2015 ma firmò con gli Atlanta Falcons. Nella sua stagione da rookie fu il terzo running back nelle gerarchie della squadra, dietro a Devonta Freeman e Tevin Coleman, chiudendo con 95 yard corse su 29 tentativi e un touchdown segnato nella gara della settimana 4 contro gli Houston Texans.
Il 22 settembre 2016, Ward fu svincolato dai Falcons e inserito nella squadra di allenamento il giorno successivo. Il 25 ottobre 2016 fu nuovamente promosso nel roster attivo.

## Palmarès

### Franchigia
- National Football Conference Championship: 1

Atlanta Falcons: 2016

## Statistiche
| Partite totali      | 18  |
| Partite da titolare | 0   |
| Yard corse          | 241 |
| Touchdown su corsa  | 1   |

Statistiche aggiornate alla stagione 2016

## Vita privata
Ward è il fratello di T.J. Ward, safety Pro Bowler dei Tampa Bay Buccaneers.